# NEVERLAND 〜YAWARA!メインテーマ〜
「NEVERLAND 〜YAWARA!メインテーマ〜」（ネヴァーランド ヤワラ メインテーマ）は、1989年3月22日に発売された浅香唯の14枚目のシングル。

## 解説
- 表題曲は同年4月に公開された自身主演の東宝映画『YAWARA!』主題歌、またカップリングの「笑顔はどうしたの」は同映画挿入歌である。
- コンサートでは選曲されることが少なく、1991年に発売された本人選曲・全曲再録音によるベスト・アルバム『Thanks a lot』にも収録されていないが、2005年のライブで久々に歌われた。

## 収録曲
- 両楽曲共に、作詞：麻生圭子／作曲：NOBODY／編曲：井上鑑

1. NEVERLAND 〜YAWARA!メインテーマ〜
2. 笑顔はどうしたの

## 関連作品
- NEVERLAND 〜YAWARA!メインテーマ〜
  - YAWARA! オリジナル・サウンドトラック
  - シングル・コレクション
  - 浅香唯大全集 THE COMPLETE BOX
  - 究極のベスト! 浅香唯
  - CRYSTALS 〜25th Anniversary Best〜
  - 浅香唯 ザ・ベスト
  - 浅香唯 30周年記念コンプリートBOX
  - ロックンロール・サーカス'89 浅香唯スパークリング・ライブ （映像作品）

- 笑顔はどうしたの
  - YAWARA! オリジナル・サウンドトラック
  - 浅香唯大全集 THE COMPLETE BOX
  - MELODY FAIR（2010年発売の紙ジャケットCDにボーナストラックとして収録）
  - 浅香唯 30周年記念コンプリートBOX